# Rosema
Rosema är ett släkte av fjärilar. Rosema ingår i familjen tandspinnare.

## Bildgalleri

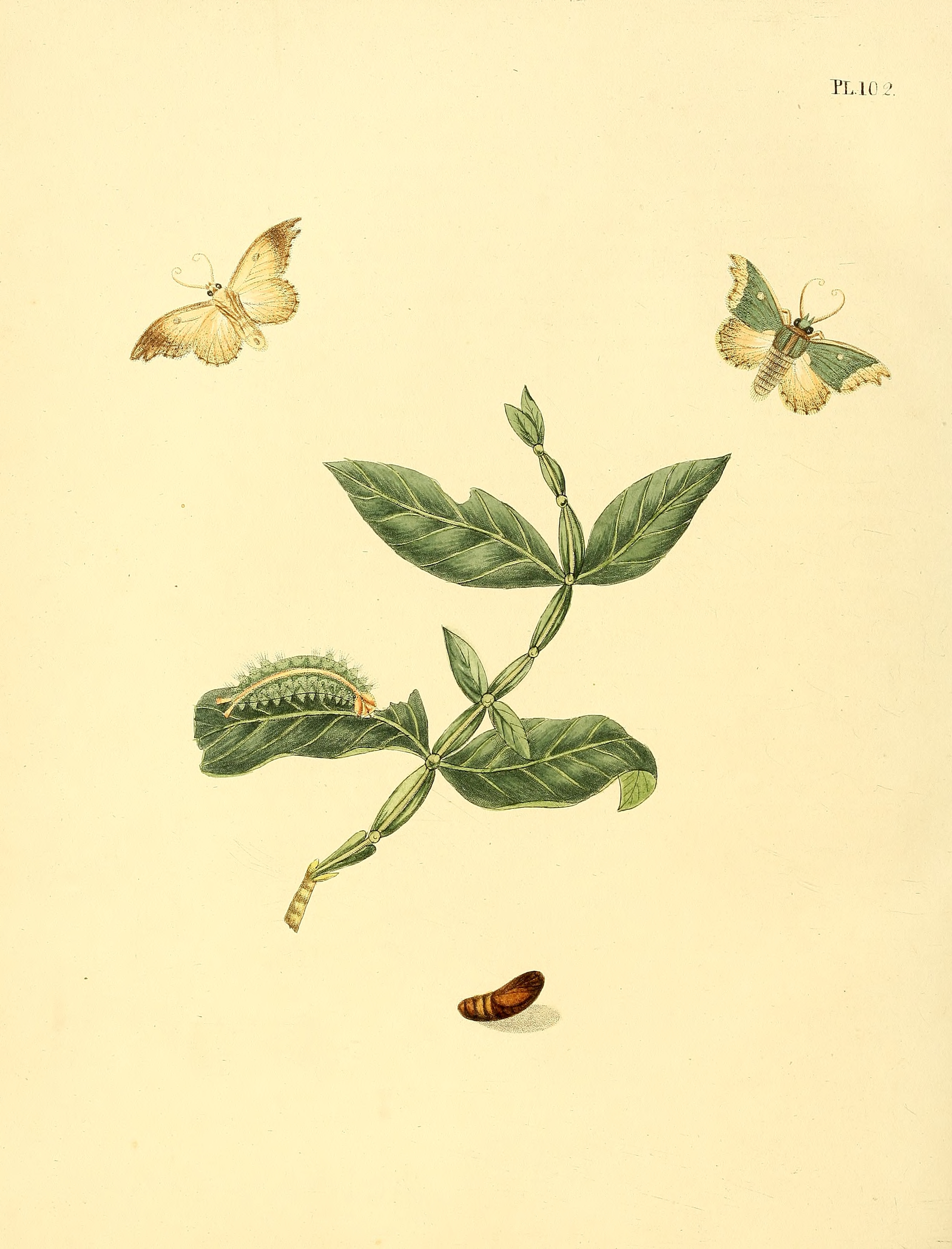
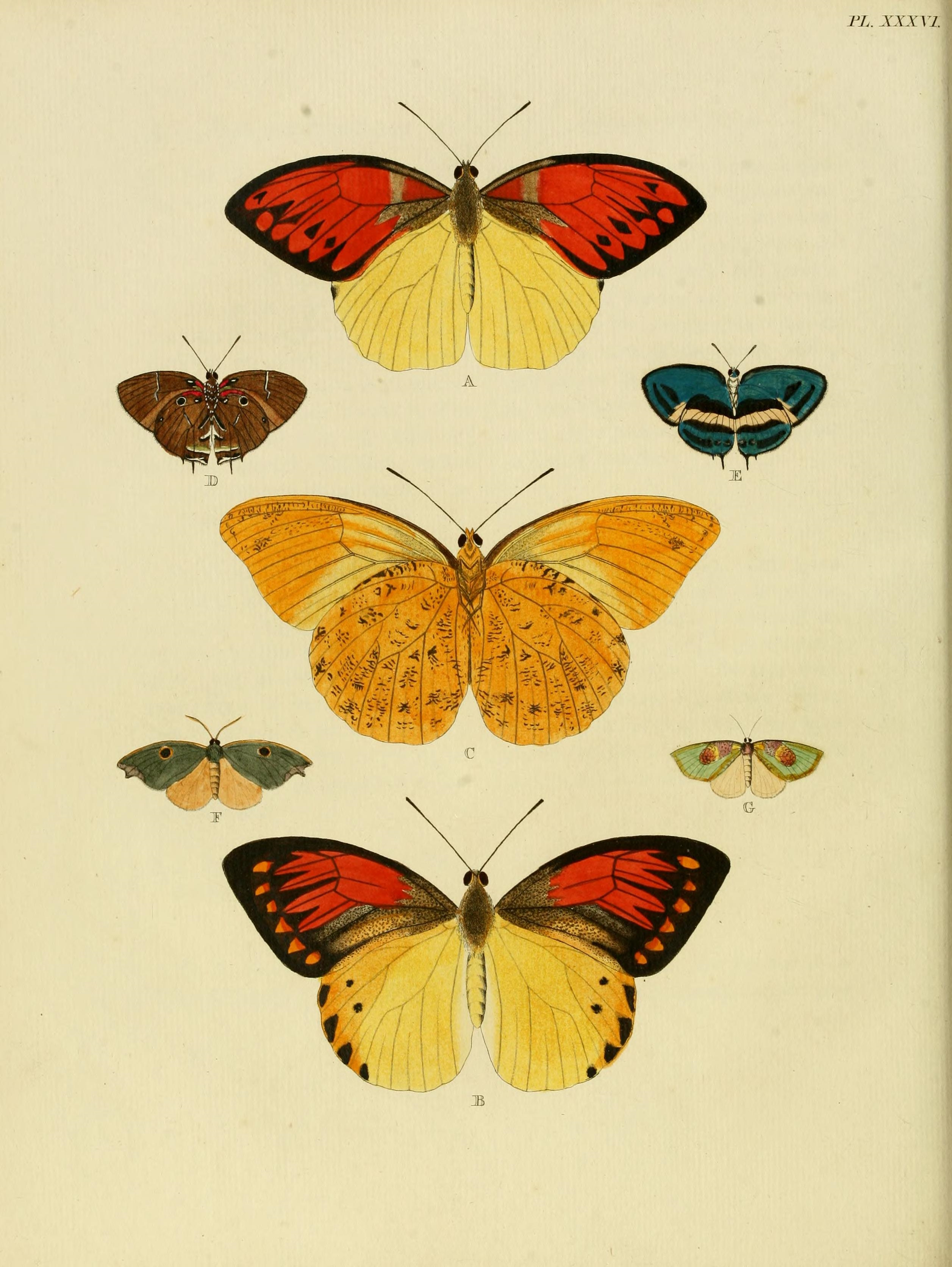
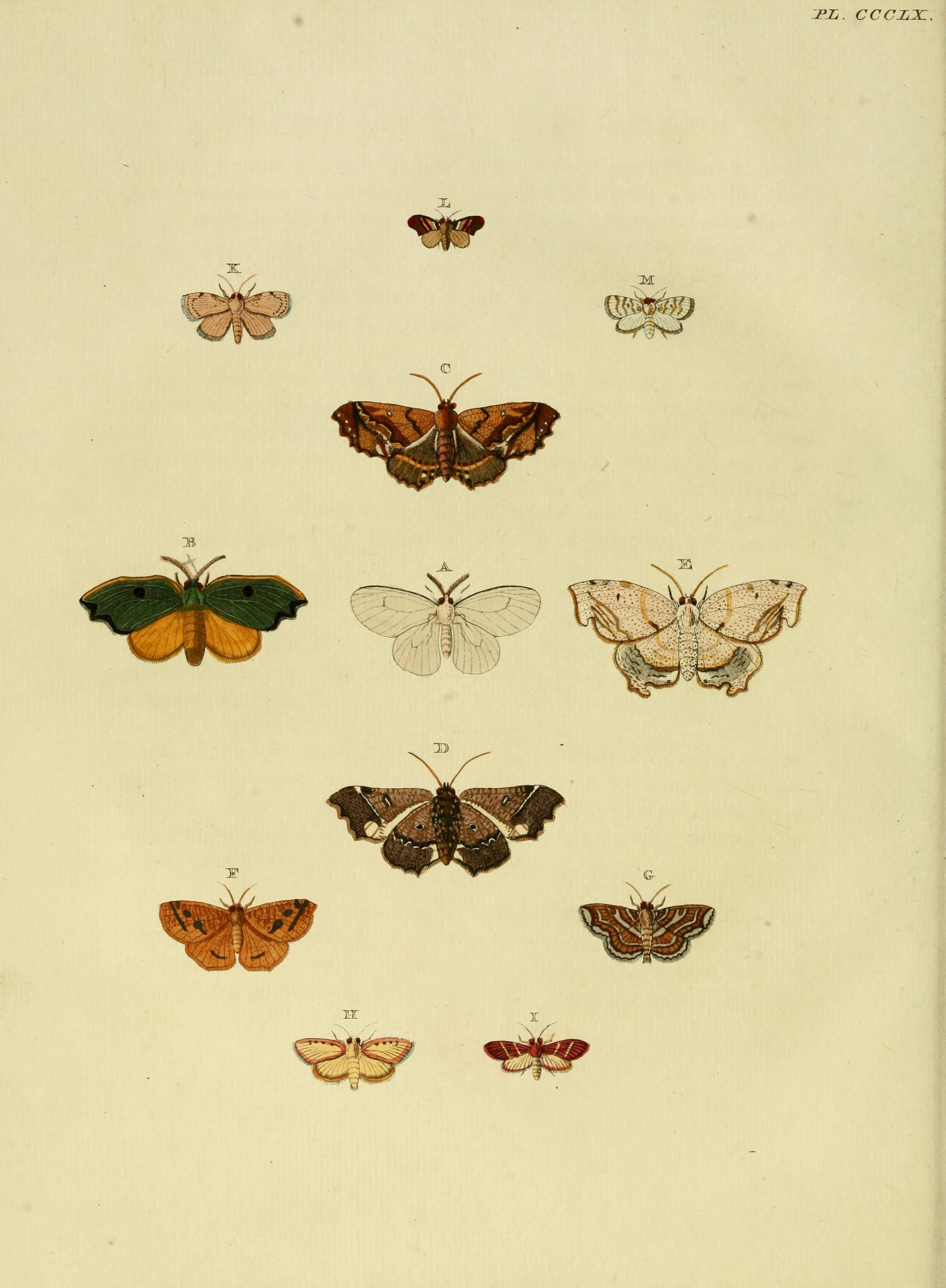
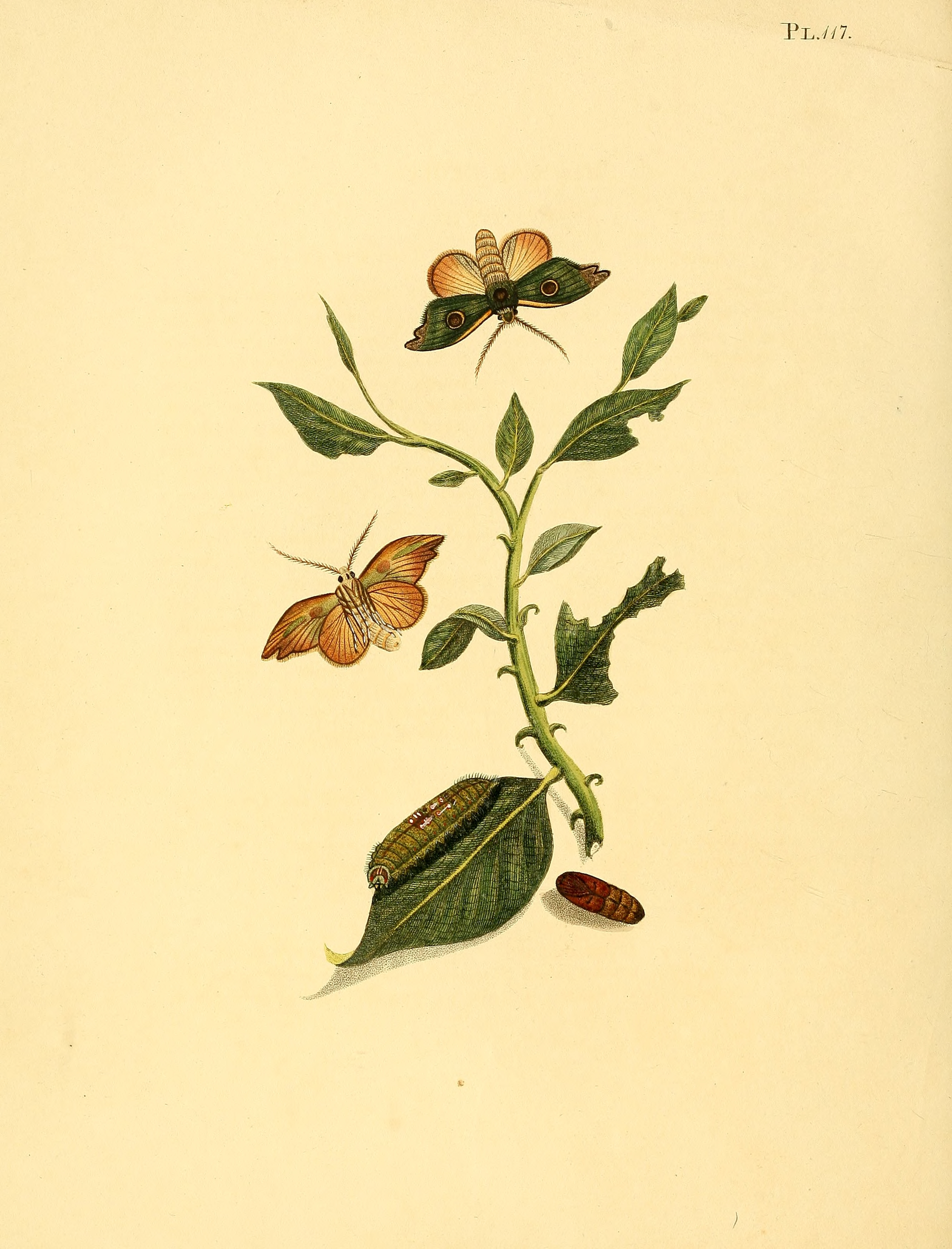
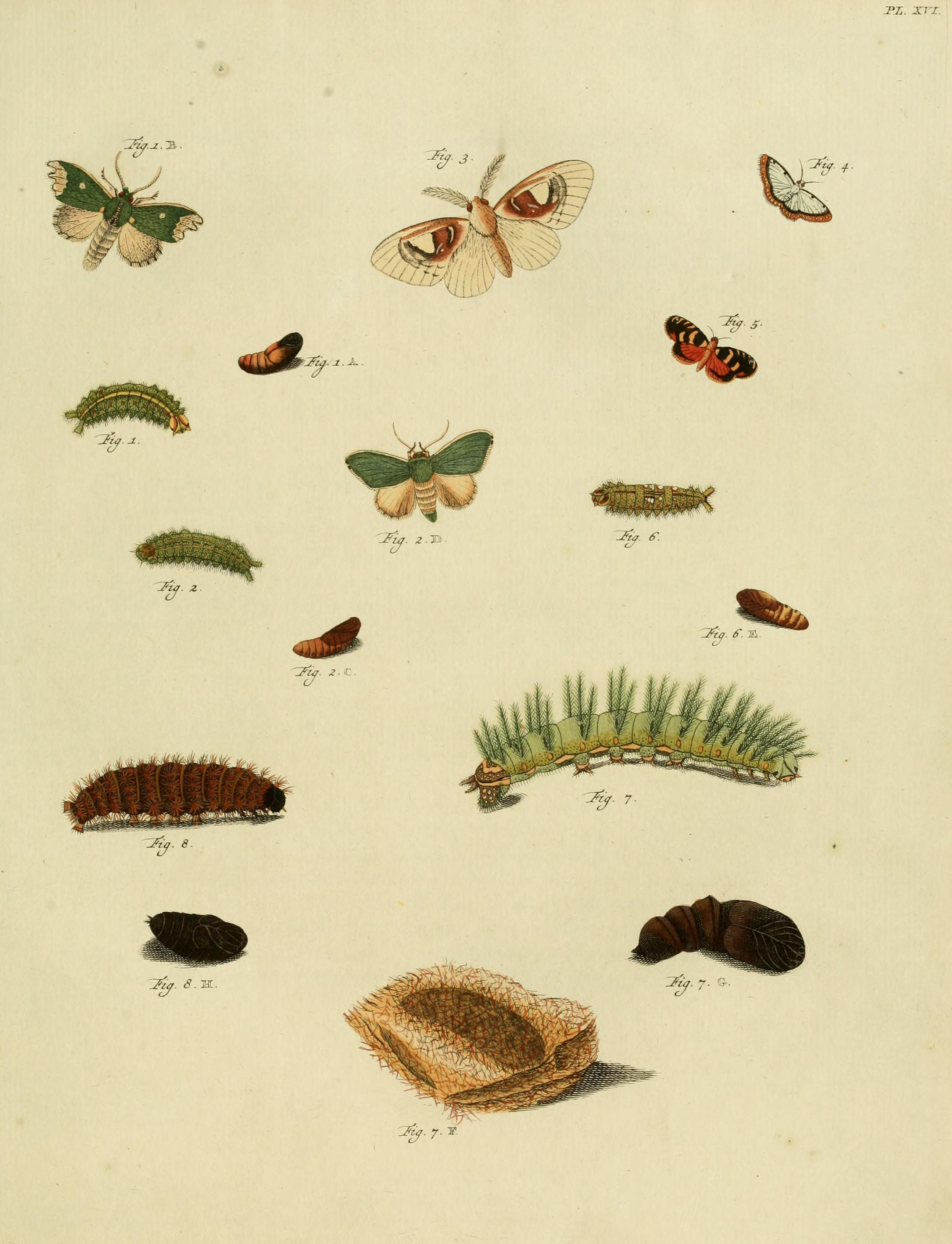
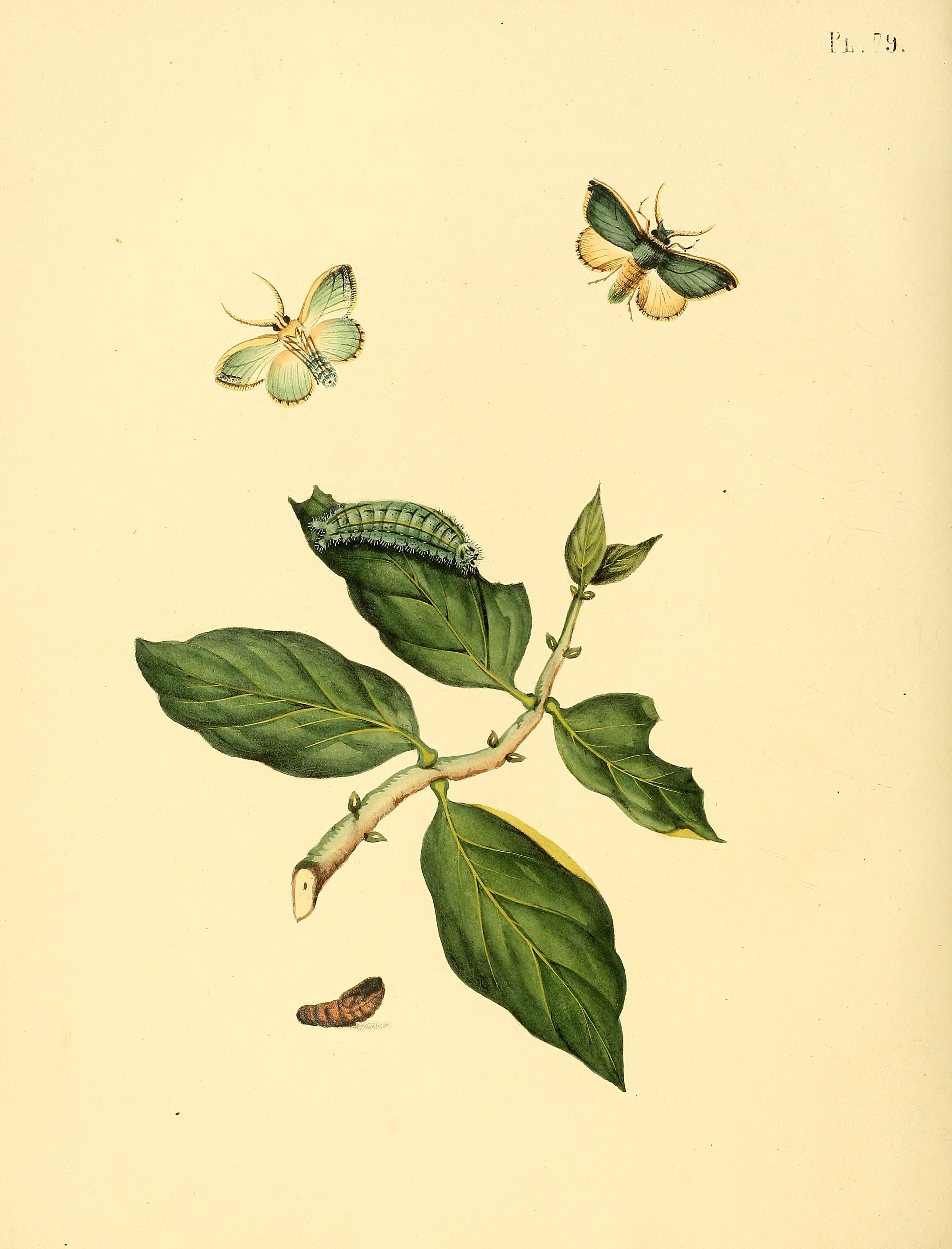

## Dottertaxa tillRosema, i alfabetisk ordning[1]
- Rosema acirites
- Rosema aethra
- Rosema albiceps
- Rosema aldaba
- Rosema amazonica
- Rosema ampliata
- Rosema apicalis
- Rosema bernardina
- Rosema boliviana
- Rosema brunnescens
- Rosema costalis
- Rosema dealbata
- Rosema demorsa
- Rosema dentifera
- Rosema deolis
- Rosema dolorosa
- Rosema dorsalis
- Rosema draudti
- Rosema drucei
- Rosema epigena
- Rosema erdae
- Rosema eurytis
- Rosema excavata
- Rosema falcata
- Rosema falcatella
- Rosema fulvipennis
- Rosema hieroglyphica
- Rosema inscita
- Rosema languida
- Rosema lappa
- Rosema lucia
- Rosema luna
- Rosema magniplaga
- Rosema marona
- Rosema melini
- Rosema meridana
- Rosema meridionalis
- Rosema minor
- Rosema mona
- Rosema myops
- Rosema nadina
- Rosema obliquifascia
- Rosema ocama
- Rosema pallida
- Rosema pallidicosta
- Rosema plumbeiplaga
- Rosema purpusi
- Rosema rotunda
- Rosema sciritis
- Rosema simillima
- Rosema simois
- Rosema tanampaya
- Rosema thestia
- Rosema tinae
- Rosema unda
- Rosema walkeri
- Rosema vitula
- Rosema zelica
- Rosema zikani